# Mike Jones (roadracingförare)

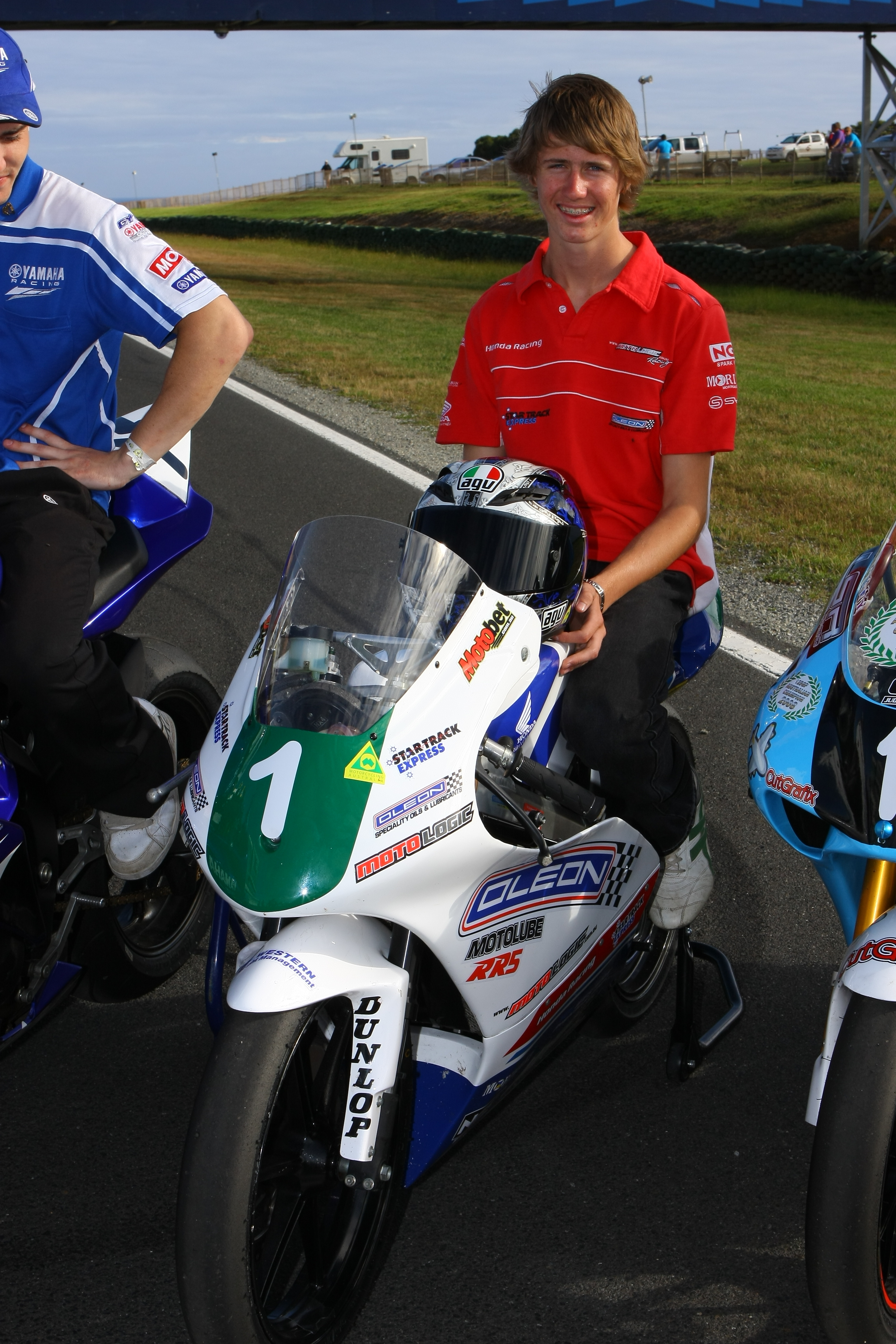
Mike Jones

Mike Jones, född 25 februari 1994 i Brisbane är en australisk motorcykelförare inom sporten Roadracing. Han blev australisk mästare i Superbike 2015. Säsongen 2016 gjorde han inhopp både i världsmästerskapen i Superbike och MotoGP och tog VM-poäng i båda klasserna.